# Санта-Мария-Ассунта-э-Сан-Джузеппе-а-Примавалле (титулярная церковь)
Санта-Мария-Ассунта-э-Сан-Джузеппе-а-Примавалле (лат. Titulum Sanctæ Mariae Assunta et Sancti Iosephi in regione vulgo "Primavalle") — титулярная церковь была создана Папой Франциском 7 декабря 2024 года. Титул принадлежит церкви Санта-Мария-Ассунта-э-Сан-Джузеппе-а-Примавалле, расположенной во квартале Рима Примавалле, на пьяцца Климента XI.

## Список кардиналов-священников титулярной церкви Санта-Мария-Ассунта-э-Сан-Джузеппе-а-Примавалле
- Бальдассаре Рейна — (7 декабря 2024 — по настоящее время).